# OpenMosix
openMosix est une version patchée du noyau Linux qui permet de créer une grappe de serveurs à partir d'ordinateurs connectés à un même réseau. Lancé par Moshe Bar le 10 février 2002, le projet était conçu comme une alternative au logiciel propriétaire Mosix. Toutes les applications Linux (mais pas les simples threads) peuvent donc utiliser openMosix et partager la charge des ordinateurs à travers le réseau.
OpenMosix était considéré comme stable sur les architectures x86, et le support pour l'architecture AMD64 était prévu. OpenMosix fonctionnait avec le noyau Linux 2.4 et le portage pour le noyau Linux 2.6 était en cours.
Le projet est clos depuis le 1er mars 2008.